# 4u
De boyband 4U won de finale van het in 2016 uitgezonden SBS6-programma Next boy/girl band. De band ging in januari 2018 uit elkaar. Een van de leden, Toon Mentink, overleed op 24-jarige leeftijd door zelfdoding.